# René Cailleaud
Cet article concerne le résistant et Compagnon de la Libération français. Pour l'homme politique français du XXe siècle, voir René Caillaud.
René Cailleaud (Tourcoing, 20 août 1910 - Soisy-sur-École, 22 septembre 2000), est un résistant et fonctionnaire français, Compagnon de la Libération. Prisonnier des allemands après la bataille de France en 1940, il parvient à s'évader et rejoint la France libre. Au sein du service de renseignement de cette dernière, il effectue pendant tout le reste de la guerre des opérations d'instruction et de sabotage. Il poursuit son service au sein du renseignement français après le conflit.

## Biographie

### Jeunesse et engagement
Fils d'un chef-comptable, René Cailleaud naît le 20 août 1910 à Tourcoing dans le Nord. L'occupation allemande dans le Nord pendant la Première Guerre mondiale conduit sa famille à s'exiler en Bretagne où il passe une partie de son enfance. Orphelin de mère en 1918, il fait des études secondaires à Paris et devient commis de banque en 1925. En 1930, il effectue son service militaire dans l'artillerie puis, de retour dans le civil, travaille dans le milieu du spectacle avant de repasser dans le secteur bancaire en 1936.

### Seconde Guerre mondiale
En août 1939, René Cailleaud est mobilisé et affecté au 32e régiment d'artillerie divisionnaire à Vincennes. Engagé dans la bataille de France, il est capturé par la wehrmacht le 15 juin 1940 près de Troyes et interné au stalag VII-A à Moosburg an der Isar en Bavière. Il s'en évade le 9 août 1941 et parvient jusqu'en Suisse. Aidé par des policiers de Genève, il réussit à entrer clandestinement en France. Désireux de poursuivre la lutte contre le Troisième Reich, il gagne le Maroc en septembre et fréquente le milieu gaulliste. En novembre 1942, après le débarquement allié en Afrique du Nord, il s'engage officiellement dans les forces françaises libres et gagne Gibraltar d'où il s'envole vers l'Angleterre.
Il arrive à Londres à la mi-décembre 1942 et est affecté au bureau central de renseignements et d'action (BCRA). Après un entraînement spécial, il est parachuté le 20 juin 1943 en Champagne en tant qu'instructeur de sabotage et d'armement. Actif dans toute la partie Est et au centre de la France, il participe à la formation de plus de 2 000 maquisards. Participant lui-même aux actions de sabotage, il détruit, en août 1943, une importante écluse et un siphon d'alimentation sur le canal de Briare. Cette action, bloquant pendant trois mois plus de 3 000 péniches, est suivie par une autre destruction d'écluses, cette fois sur le canal de la Marne au Rhin, provoquant une interruption d'un mois et demi dans le trafic fluvial en direction de l'Allemagne. Le 11 septembre 1943, à Langres, il fait sauter une importante poudrière, détruisant 14 000 tonnes d'explosifs en partance pour l'Allemagne.
En janvier 1944, dans la région de Mâcon, il participe au sabotage du réseau électrique et détruit une vingtaine de pylônes à haute-tension. En juillet suivant, à Reims il détruit l'usine d'Air liquide. Parallèlement, il met en œuvre dans la région C (Champagne, Lorraine et Alsace) le Plan vert (sabotage des voies ferrées) et le Plan violet (sabotage des lignes téléphoniques). Rejoint en août 1944 dans l'Est par les troupes alliées débarquées en Normandie deux mois plus tôt, sa mission est terminée et il regagne Londres après quinze mois d'action clandestine. Toujours affecté au BCRA, désormais appelé direction générale des études et recherches (DGER), il y termine la guerre avec le grade de lieutenant.

### Après-guerre
En décembre 1945, la DGER est renommée Service de documentation extérieure et de contre-espionnage (SDECE). Il y effectue tout le reste de sa carrière en tant que délégué de 1re classe avant de prendre sa retraite en septembre 1970.
René Cailleaud meurt le 22 septembre 2000 à Soisy-sur-École dans l'Essonne.

## Décorations
|  |  |  |
|  |  |  |

| Officier de la Légion d'honneur (1996)   | Officier de la Légion d'honneur (1996)   | Compagnon de la Libération          | Compagnon de la Libération          | Officier de l'Ordre national du Mérite    | Officier de l'Ordre national du Mérite    |
| Croix de guerre 1939-1945 Avec une palme | Croix de guerre 1939-1945 Avec une palme | Médaille de la Résistance française | Médaille de la Résistance française | Distinguished Conduct Medal (Royaume-Uni) | Distinguished Conduct Medal (Royaume-Uni) |